# Echinocereus nicholii
Echinocereus nicholii là một loài thực vật có hoa trong họ Cactaceae. Loài này được (L.D.Benson) B.D.Parfitt mô tả khoa học đầu tiên năm 1987.